# Henryk Czyż (Komponist)

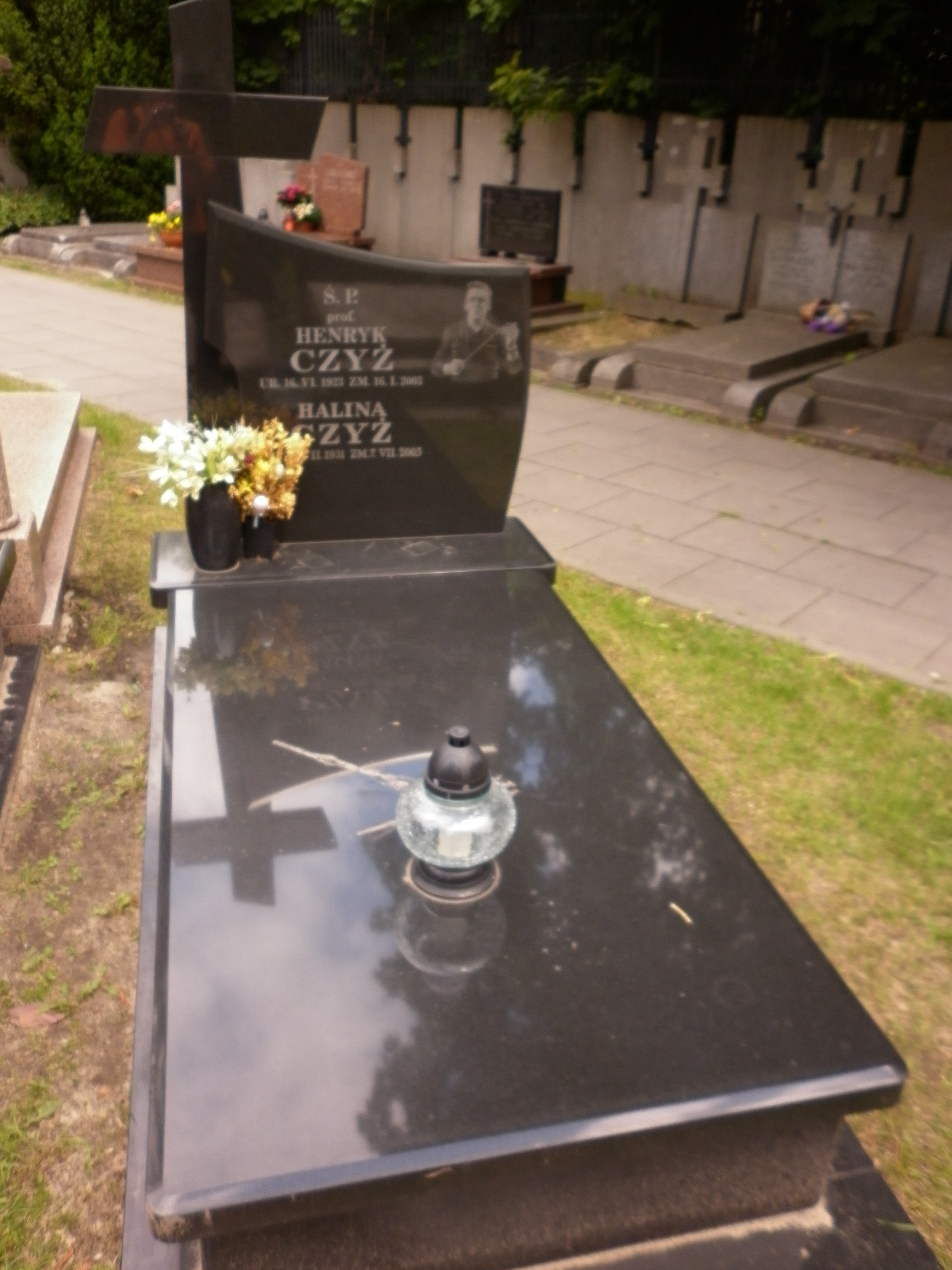
Grab von Henryk Czyż (1923–2003) – polnischer Dirigent und Musikpädagoge

Henryk Czyż (* 16. Juni 1923 in Grudziądz; † 16. Januar 2003 in Warschau) war ein polnischer Komponist, Dirigent und Musikpädagoge.

## Biographie
Czyż studierte von 1946 bis 1948 Jura und Philosophie an der Nikolaus-Kopernikus-Universität Toruń. Danach studierte er bis 1952 an der Staatlichen Musikhochschule Posen Komposition bei Tadeusz Szeligowski und Dirigieren bei Walerian Bierdiajew. Er war 1952–53 Dirigent der Oper Posen, 1953–57 stellvertretender Dirigent des Rundfunksinfonieorchesters, 1957–60 Chefdirigent und künstlerischer Leiter der Sinfonie Łódź, 1961–62 Leiter der Warschauer Oper und 1963–67 künstlerischer Leiter und Erster Kapellmeister der Krakauer Philharmonie. Von 1962 bis 1966 leitete er eine Dirigierklasse an der Staatlichen Musikhochschule Krakau, wo u. a. Antoni Wit sein Schüler war.
Von 1971 bis 1974 wirkte er als Generalmusikdirektor in Düsseldorf, ab 1972 außerdem als künstlerischer Leiter und Chefdirigent der Philharmonie Łódź. Von 1980 bis 1995 leitete er eine Dirigierklasse an der Musikakademie Warschau. Als Gastdirigent trat er in fast allen europäischen Staaten, den USA und Südamerika, mit den Sinfonieorchestern von Leningrad, Berlin, Stockholm, Madrid, dem BBC Symphony Orchestra und dem Orchestra dell’Accademia Nazionale di Santa Cecilia auf. Er dirigierte zahlreiche Plattenaufnahmen, für die er u. a. mit dem Grand Prix du Disque und dem Edison Award (für Krzysztof Pendereckis Lukaspassion) und dem Grand Prix Mondial du Quadrophonie (für Das Paradies und die Peri von Robert Schumann) ausgezeichnet wurde.
Zu seinem umfangreichen Repertoire zählten neben klassischer Musik und Oratorien vor allem die Werke moderner und zeitgenössischer Komponisten  wie Igor Strawinski, Claude Debussy, Arthur Honegger und Krzysztof Penderecki. Außerdem verfasste er mehrere Bücher über Musik und setzte sich auch in Fernsehsendungen für die Musik zeitgenössischer polnischer Komponisten ein. Unter anderem wurde er mit dem Goldenen Verdienstkreuz der Republik Polen (1953), dem Ritterkreuz des Ordens Polonia Restituta (1958), dem Ersten Preis des Kultusministeriums (1975) und dem Staatspreis Erstes Klasse für sein Lebenswerk (1978) ausgezeichnet.

## Werke

### Schriften
- Ucieczka spod klucza (Warschau 1973)
- Porcelanowy amorek (Warschau 1977)
- Jak z nut (Warschau 1978)
- Serkal i inne tizery (Łódź 1978)
- Nie taki diabeł straszny – gawędy telewizyjne (Łódź 1979)
- Tizery (Warschau 1982)
- crip-tease (Warschau 1988)
- Pamiętam jak dziś (Warschau 1993)
- Niewczesne żarty (Warschau 1995)

### Kompositionen
- Pastereczka für hohe Stimme und Klavier (1941)
- Tryptyk für Sinfonieorchester (1948)
- Pożegnania, drei Lieder für tiefe Stimme und Klavier nach Worten von Alexander Puschkin (1948)
- Etiuda für Sinfonieorchester (1948–49)
- Wesele, Kantate für Tenor, gemischten Chor und Orchester nach Worten von Bruno Jasieński (1949)
- Divertimento B-dur für Kammerorchester (1949–50, Version 2 1977)
- Concertino für Klavier und Orchester (1949–62)
- Kwartet für Flöte, Oboe, Klarinette und Fagott (1950)
- Wariacje symfoniczne na temat polski für Orchester (1950–52)
- Wariacje fortepianowe (1951)
- Rondo für Klavier und kleines Sinfonieorchester (1952)
- Impresje taneczne für kleines Sinfonieorchester (1952)
- Uwertura für Sinfonieorchester (1954)
- Białowłosa, Musical (1962)
- Dwie arie buffo für Bass und Klavier nach eigenem Text (1964–74)
- Trzy pieśni żartobliwe für tiefe Stimme und Klavier (1964)
- Aria Bałandaszka für Tenor aus der unvollendeten Oper Oni von Stanisław Ignacy Witkiewicz (1965)
- Kynolog w rozterce, komische Oper (1965)
- Sny muzykalne, zwei Lieder für Sopran und Klavier (1966)
- Divertimento per otto (1977)
- Etiuda Kreutzerowska nr 1 a-moll für Streichorchester (1979)
- Etiuda Kreutzerowska nr 2 C-dur für Sinfonieorchester (1979)
- Etiuda Kreutzerowska nr 8 E-dur für Sinfonieorchester (1979)
- Etiuda jazzowa für Streichquartett (1982)
- Canzona di barocco für Streichorchester (1983)
- Rondo für Flöte und Kontrabass (1992)
- Joy of Swinging Music, Tanzsuite für Flötenquartett und Kontrabass (1995)
- Tryptyk für Stimme und Streichorchester (1999)